# Domenico Dandolo (mercante)
Domenico Dandolo (fl. XI secolo) è stato un mercante italiano, vissuto nella prima metà dell'XI secolo.

## Biografia
Membro della famiglia patrizia dei Dandoli, della quale era capo, Domenico fu attivo come mercante a Costantinopoli, dove, negli anni compresi tra il 1018 ed il 1025, trafugò il corpo di San Tarasio, portato a Venezia e consegnato al monastero di San Zaccaria. L'atto ebbe come conseguenza l'ascesa della famiglia, arricchitasi con il commercio, ai vertici del potere cittadino. Tra gli anni '20 o '30 del secolo i Dandoli, guidati da Domenico, si assicurarono una posizione di prestigio concorrendo anche, a fianco della famiglia Pizzamano, alla realizzazione della nuova chiesa di San Luca, eretta nell'insula dove la famiglia aveva le sue proprietà cittadine.